# Trait d'union
Cette page contient des caractères spéciaux ou non latins. S’ils s’affichent mal (▯, ?, etc.), consultez la page d’aide Unicode.
Pour les articles homonymes, voir Trait d'union (homonymie).
Le trait d'union « - » est un signe de ponctuation utilisé pour joindre des mots, ou les prénoms d'un acte de naissance et pour séparer les syllabes d'un même mot. Il est distinct du tiret et du signe moins. Il peut être considéré, pour ce qui concerne son codage ou son apparence, comme un tiret court. Il est parfois nommé (plus ou moins justement) : tiret, signe moins, voire, selon les typographes division, tiret quart de cadratin.

## Histoire
En grec ancien, l’énotikon (ou hyphen) est utilisé dans certains textes pour marquer l’union de deux lettres ou de deux mots, celui-ci a la forme d’un arc renversé comme le tirant souscrit : ‿. En latin, ce signe iphen est défini par le grammairien Priscien dans De arte grammatica comme signe marquant l’union de deux mots.
En hébreu, le macaph ou maqqeph est utilisé pour relier plusieurs mots brefs entre eux et a la forme d’un trait horizontal : ־, selon Nina Catach c’est à lui que nous devons la forme actuelle du trait d’union,.
Le trait d’union est déjà présent dans certains manuscrits français du XIIIe siècle, sous la forme d’une double barre oblique : ⸗. À l’époque, certains scribes utilisent encore la barre oblique simple pour indiquer la demi-pause (celle-ci a été remplacée par la virgule). Il est utilisé par Johannes Gutenberg vers 1455, toujours sous la forme d’une double barre oblique, dans sa Bible à quarante-deux lignes, pour indiquer la division, c’est-à-dire la coupure de mot en fin de ligne.
En français, dans la troisième édition de la Briefve Doctrine par Pierre de Sainte-Lucie de 1538, on peut voir le trait d’union, à la place de l’accent enclitique (l’apostrophe) des versions précédentes, entre le verbe et le pronom personnel sujet. Cet usage se répand durant la seconde partie du xvie siècle. Le premier dictionnaire utilisant le trait d’union comme moyen de former des mots composés est le Thresor de la langue françoyse tant ancienne que moderne de Jean Nicot, alors que ce trait d’union était absent du dictionnaire français-latin de Robert Estienne.
Dans sa première édition, en 1694, le Dictionnaire de l'Académie française sépare beaucoup de mots, composés jusque-là en un seul mot, par des traits d’union, parfois sans cohérence (certains mots soudés sont conservés, comme arrieremain tandis que d’autres non, comme chauve-souris ou passe-port ; les mots composés avec entre- sont écrits avec l’apostrophe tandis que les mots composés avec contre- ou passe- sont écrits avec le trait d’union). Selon Catach, en dehors des marques des pluriels qui ont changé au cours des siècles, la première édition établit l’usage (et l’absence de cohérence) du trait d’union concernant les mots composés. Un des points des rectifications orthographiques de 1990 simplifie et rend plus cohérente l'écriture d'un certain nombre de mots en préconisant la forme soudée (sans trait d'union).

## Utilisation dans la langue française
Le trait d'union sert à unir deux mots ou prénoms pour une identité, dits  composés, comme dans « brise-roche », « demi-sœur », « belle-mère », « chassé-croisé », etc. Jean-Pierre, Jean-Marie, Marie-France, etc. 
Il apparaît également dans les noms de fusion de genres musicaux : pop-rap, jazz-funk, etc.
Il est en outre utilisé pour marquer la présence d’une ancienne enclise pour les pronoms sous leur forme conjointe ; c’est le cas dans des syntagmes comme « dis-tu », « dis-moi », « dis-le-moi », « vas-y », etc. Quand apparaît le phonème éphelcystique (« phonème de liaison ») /t/ après un verbe et un pronom conjoint, ce phonème est représenté par un « t » séparé par des traits d’union : « donne-t-il », « y a-t-il » et non par une apostrophe comme on peut souvent le lire (« * donne-t’il », « y-a-t’il » ; dans ce dernier syntagme, il ne peut y avoir ni apostrophe ni trait d’union entre y et « a », qui sont naturellement liés dans la prononciation).
Enfin, c’est la marque de la coupure de mot ou césure en fin de ligne.

### Après un préfixe
En français, il y a parfois un trait d’union après un préfixe. C’est le préfixe qui détermine s’il faut un trait d’union ou pas.
Les préfixes suivants réclament toujours un trait d’union : après-, mi-, non- (sauf dans nonchalance, nonobstant, nonpareil, et dans le cas où non est suivi d’un adjectif : non linéaire), quasi-, sous-.
Le trait d'union est conservé si le mot qui suit le préfixe est un nom propre (post-Renaissance, pro-Suisse), un sigle (pro-ONU), un nombre (pré-500e), un mot déjà composé (mini-sous-marin).
Il ne faut pas de trait d’union après les préfixes suivants : anti- (sauf lorsque le deuxième élément commence par i, dans des mots composés comportant d’autres traits d’union et dans les noms géographiques), archi-, auto- (sauf lorsque le deuxième élément commence par i ou u), bi-, bio-, brachy-, ferro- (sauf lorsque le deuxième élément commence par i ou u), co- (sauf devant u : co-usufruitier — mais devant un i, ce i prend un tréma : coïnculpé, coïncidence), inter-, intra- (sauf lorsque le deuxième élément commence par i ou u), macro-, méta-, micro- (sauf lorsque le deuxième élément commence par i ou u), mono-, multi-, pré-, tri-.

#### Mots composés avec «grand»
La forme « grand’ » est fautive : elle a disparu de la huitième édition du Dictionnaire de l'Académie française publiée entre 1932 (A-G) et 1935 (H-Z) pour être remplacée par « grand- ». La forme « grand’ » était en effet un adjectif épicène et donc invariable ; on trouvait donc écrit dans la septième édition du Dictionnaire (1877-1878) « grands-pères » et « grand’mères ». On reprochait à l’Académie française le caractère trompeur de ce groupe d’ qui pouvait faire croire que le d était à prononcer (comme dans aujourd’hui). Et puis l’apostrophe sert à noter l’élision en français : or en ancien français grand était la forme commune au masculin et au féminin (donc une forme épicène) qui continuait le latin grandis (ou plus exactement son accusatif grandem) forme commune au masculin et au féminin ; le féminin grande est analogique et plus récent dans la langue française.
L’Académie a aussi été critiquée pour n’avoir pas précisé la graphie des pluriels qui avaient troqué leur apostrophe pour un trait d’union dans cette huitième édition de 1932-1935.
Concernant les mots masculins composés avec « grand- », leur pluriel s’accorde. Exemple : « des grands-pères ».
Pour les mots féminins, selon l’Académie française, « dans les noms féminins composés, grand ne s’accordant pas en genre, ne s’accorde pas non plus en nombre. ». On écrira donc, par exemple, « des grand-mères » pour suivre l’Académie. Mais cette recommandation ne datant que de 2005, il reste difficile d’établir si elle a eu le moindre impact sur la doctrine ou sur l’usage qui jusque-là accordait également les pluriels féminins. Exemples : « les grands-pères et les grands-mères », « la fête des grands-mères », « les mères-grands », « les grands-papas et les grands-mamans », « les grands-messes », « les grands-tantes », « les grands-voiles », etc.
Un piège « académique » : le mot « grand-croix », féminin lorsqu’il désigne la décoration, s’écrit « grand-croix » au pluriel (en suivant l’Académie). Mais il devient traditionnellement masculin lorsqu’il désigne le récipiendaire et s’écrit alors « grands-croix » au pluriel ; exemple : « la liste des grands-croix de l'ordre national du Mérite ».
Conformément au sens, « grand- » reste toujours invariable dans les adjectifs : « grand-ducal » (voir l’article Grand-duc), « grand-maternel », « grand-paternel ».

### Écriture des nombres

#### Orthographe en usage avant les rectifications orthographiques de 1990
Pour les nombres composés inférieurs à 100, les différents éléments sont reliés entre eux par des traits d’union, sauf quand ils sont liés par la conjonction et.
- 28 = vingt-huit
- 31 = trente et un
- 71 = soixante et onze ou septante et un
- 92 = quatre-vingt-douze ou nonante-deux
- 124 = cent vingt-quatre
- 651 = six cent cinquante et un
- 19 077 = dix-neuf mille soixante-dix-sept ou dix-neuf mille septante-sept

Ces anciennes règles ne devraient plus être utilisées dans les nouveaux documents. Voir le paragraphe ci-dessous et les rectifications orthographiques de 1990.

#### Rectifications orthographiques de 1990
La nouvelle orthographe, application des rectifications orthographiques de 1990, est enseignée en Belgique, en France et aussi au Canada, en Alberta, au Québec et au  Saskatchewan et acceptée dans d’autres provinces. Les numéraux composés ont des traits d’union entre tous les éléments.
- trente-et-un
- six-cent-cinquante-et-un
- vingt-et-un-mille-trois-cents

« Million » et « milliard » peuvent être considérés comme des numéraux entrant dans la composition de nombres parfois complexes.
- trois-milliards[15]
- un-million-cent[16]
- deux-millions-sept-cent-mille[17]

Cependant, « million » et « milliard » ne sont pas concernés par les rectifications de 1990 lorsque, comme « millier », ils sont clairement des substantifs, ce qui est souvent le cas en pratique, quand on préfère une écriture en toutes lettres à une écriture en chiffres.
- La dette s'élèverait à un milliard et demi.
- « Sept-cents millions de Chinois, et moi, et moi, et moi. »

La nouvelle orthographe est non ambigüe ; ainsi distingue-t-on :
- mille-cent-vingt-septième (1127e),
- de mille-cent-vingt septièmes (1120/7),
- de mille-cent vingt-septièmes (1100/27),
- de mille cent-vingt-septièmes (1000/127).

Ou encore :
- vingt et un tiers (20 + 1/3),
- de vingt-et-un tiers (21/3).

### Noms de personnes

#### Contexte francophone à controverse depuis l'informatisation des états civils et l'expansion de l'utilisation informatique
Le trait d’union est utilisé entre les noms de famille français ou francisés composés de deux noms de famille, comme Strauss-Kahn, ou composés en l’honneur d’une personne avec son prénom et son nom de famille, comme Firmin-Didot, Louis-Dreyfus ou Casimir-Perier.
Anciennement, les différents prénoms d’une personne étaient joints par des traits d’union, par exemple Louis-Charles-Alfred de Musset dans le Larousse du xxe siècle. Cette tradition n’est plus dans l’usage, spécialement dans les actes d’état civil et dans les textes officiels, et les prénoms sont actuellement séparés par des espaces. Le trait d’union est mis entre les éléments d’un prénom double usuel : Jean-Jacques Rousseau, Jean-Pierre Dupont. Il n’est pas utilisé dans les noms propres et les surnoms précédés d’un article : Alexandre le Grand, Charles le Téméraire, Napoléon le Petit,. Cet usage permettait d’identifier les noms de famille contenant un prénom, par exemple Bertrand de Beauvoir.
Une tradition typographique, encore recommandée par le Lexique de l’Imprimerie nationale ou le Dictionnaire des règles typographiques de Louis Guéry, imposait l’usage des traits d’union entre prénoms, l’italique servant à distinguer l’appellation usuelle, par exemple « Louis-Charles-Alfred de Musset ». Gouriou indique que cette règle, en dépit de sa simplicité et d’être répandue, n’a jamais fait l’unanimité et que la tendance moderne est de suivre les usages de l’état civil. Jean-Pierre Lacroux déconseille de la respecter, au motif qu’elle engendrerait des ambiguïtés. Dans les cas où deux vocables sont usuels, forment-ils un prénom composé ou sont-ils deux prénoms, par exemple Jean-Pierre Lacroux a-t-il un prénom composé ou deux prénoms ? Pour Aurel Ramat et Romain Muller, le trait d’union est utilisé dans les prénoms composés mais pas entre les prénoms distincts. Jean-Pierre Clément indique que les prénoms composés, qu’ils soient écrits en toutes lettres ou abrégés, doivent être reliés entre eux par un trait d’union ; mais que les prénoms multiples proprement dit ne sont jamais séparés ni par un trait d’union, ni par une virgule mais par une espace.

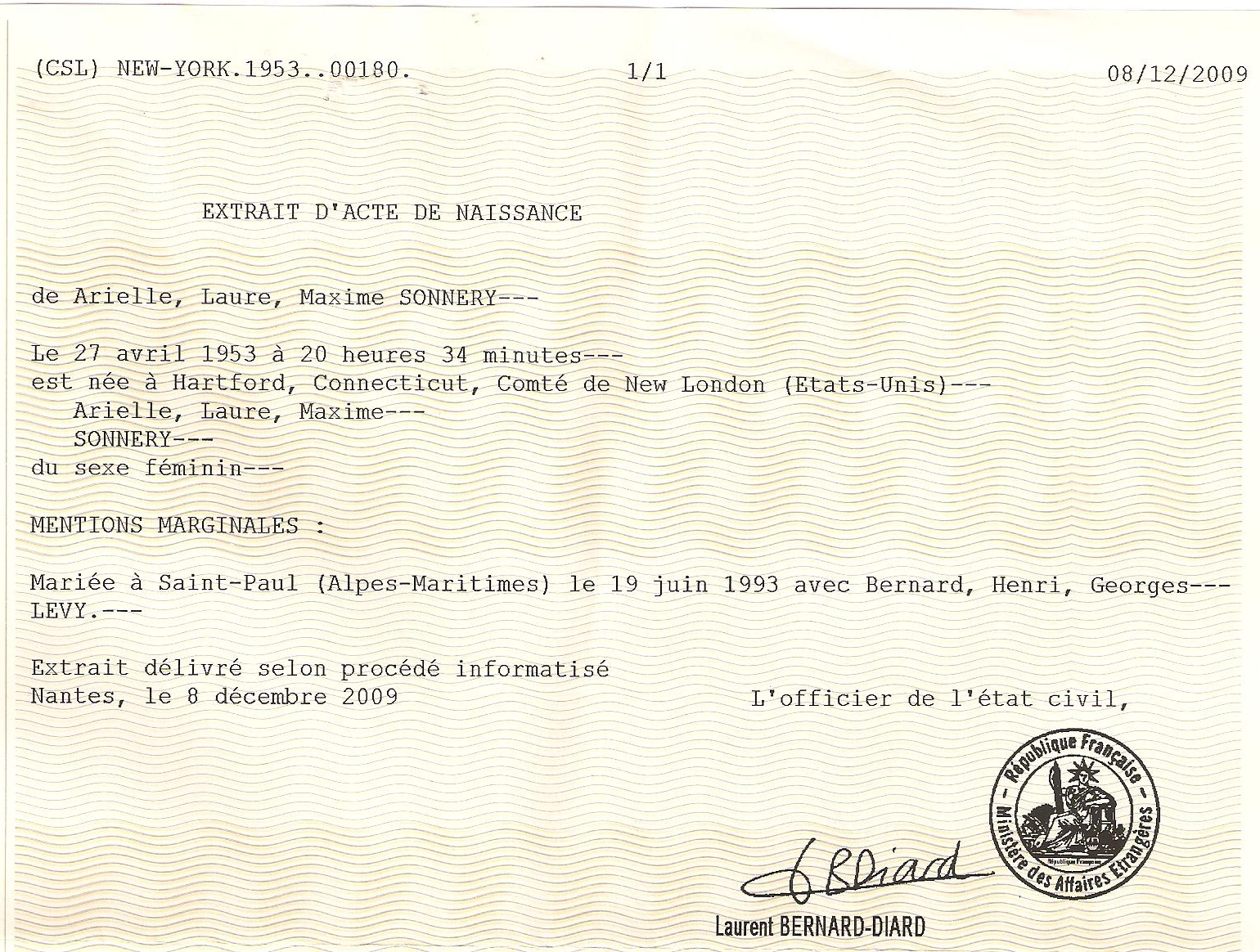
Extrait d’acte de naissance d’Arielle, Laure, Maxime Sonnery (plus connue sous le nom d’Arielle Dombasle) établi en 2009, où les prénoms sont séparés par des virgules.

L’état civil a été créé en 1792 en France. En 1911, le Formulaire général des actes de l’état civil indique qu’« il ne devra y avoir de trait d’union entre deux prénoms que s’ils forment par leur réunion un prénom unique » selon « la volonté formelle du déclarant ». L’instruction ministérielle relative à l’état civil du 12 avril 1966 établit l’usage officiel du trait d’union dans les prénoms composés limités à deux vocables,. L’instruction générale relative à l'état civil dispose que « [l]es prénoms simples sont séparés par une virgule, les prénoms composés comportent un trait d’union. ». Exemple : Jacques, Jean-Paul, François Dupont. Depuis la circulaire du 28 octobre 2011, les prénoms composés peuvent aussi comporter une espace, seule la virgule sépare les prénoms.
Au Québec, le Directeur de l’état civil recommande de limiter à quatre le nombre des prénoms et indique que « si l’un des prénoms est composé, il est préférable de lier les deux parties par un trait d’union », cependant celui-ci n’est pas obligatoire et les prénoms sont chacun séparés par une virgule sur la déclaration de naissance.
En Belgique, les prénoms composés doivent avoir un trait d’union entre les différentes parties, sinon ils sont considérés comme des prénoms différents à l’état civil.
Certains francophones n’emploient pas de traits d’union pour lier les deux parties de leurs prénoms composés, tel le Français Jean-Michel Jarre (son nom à l’état civil) qui signe ses disques Jean Michel Jarre.
On est donc confronté au choix entre trois possibilités :
- Arielle-Laure-Maxime Sonnery ;
- Arielle, Laure, Maxime Sonnery ;
- Arielle Laure Maxime Sonnery.

Le nom de famille est parfois écrit en lettres capitales pour le distinguer des autres noms, ou même parfois en petites capitales avec la capitale initiale plus grande que les autres lettres :
- Arielle, Laure, Maxime SONNERY ;
- Victor Henri-Joseph Brahain Ducange.

Le Lexique des règles typographiques en usage à l'Imprimerie nationale confirme cet usage dans le cas de bibliographies :
- Domenach (Jean-Luc) et Richier (Philippe), La Chine, 1949-1985 Paris ;
- Bornecque (Pierre et Jacques-Henry), La France et sa littérature (1958), éd. A. Desvignes.

Le trait d’union peut aussi être ajouté pour former les pseudonymes comme Alain-Fournier.

#### Transcription du chinois et coréen
Dans certaines transcriptions de noms chinois ou coréens, le nom personnel (postnom ou prénom) peut avoir ces deux syllabes séparées par le trait d’union, souvent utilisé bien qu'optionnel : Sun Yat-sen, Lee Myung-bak. D’autres transcriptions utilisent le trait d’union et la majuscule (Sun Yat-Sen, Lee Myung-Bak), ou encore l’espace et la majuscule pour la deuxième syllabe (Sun Yat Sen, Lee Myung Bak).

#### Transcription de l’arabe
Le trait d’union est aussi utilisé dans certaines transcriptions de noms arabes entre l’article et le nom propre : Moubarak al-Shamikh. Même si le trait d’union et la minuscule sont utilisés avec l’article al dans certaines transcriptions, celles-ci font parfois la différence avec la particule nobiliaire āl sans trait d’union et avec majuscule comme dans Al Saud.

### Noms de voies et d’organismes

#### Règles typographiques traditionnelles françaises
Le Lexique des règles typographiques en usage à l’Imprimerie nationale et le Dictionnaire des règles typographiques de Louis Guéry indiquent que dans une dénomination composée, « tous les éléments, à l’exception de l’article initial, sont liés par des traits d’union ». Le Code typographique de la CGC indique que « dans une dénomination formée de plusieurs mots, ceux-ci prennent la capitale et sont réunis par un trait d’union ».
Les noms de voies s’écrivent donc sous la forme :
- l’avenue de la Grande-Armée (nommée en souvenir de la Grande Armée),
- l’avenue de New-York (portant le nom de New York),
- la place de l’Abbé-Jean-Lebeuf (portant le nom de l’abbé Jean Lebeuf),
- la place de la Bataille-de-Stalingrad (perpétuant le souvenir de la bataille de Stalingrad),
- la place des Cinq-Martyrs-du-Lycée-Buffon (ces cinq martyrs du lycée Buffon furent fusillés par les Allemands en 1942),
- la place Jean-Paul-Sartre-et-Simone-de-Beauvoir (portant les noms de Jean-Paul Sartre et de Simone de Beauvoir),
- la rue du Chat-qui-Pêche (ce chat qui pêche devait être une enseigne),
- la rue de l’École-Polytechnique (menant à l’École polytechnique),
- la rue du Faubourg-Saint-Honoré (tirant son nom du faubourg Saint-Honoré),
- le square des Écrivains-Combattants-Morts-pour-la-France (honorant les écrivains combattants morts pour la France durant la Grande Guerre), etc.

Et aussi les ouvrages d’art situés en ville ou non :
- la passerelle Léopold-Sédar-Senghor (portant le nom de Léopold Sédar Senghor),
- le tunnel du Cap-Nord (tirant son nom du cap Nord),
- le tunnel du Mont-Blanc (tirant son nom du mont Blanc), etc.

Prennent une capitale les substantifs, les adjectifs et les verbes.

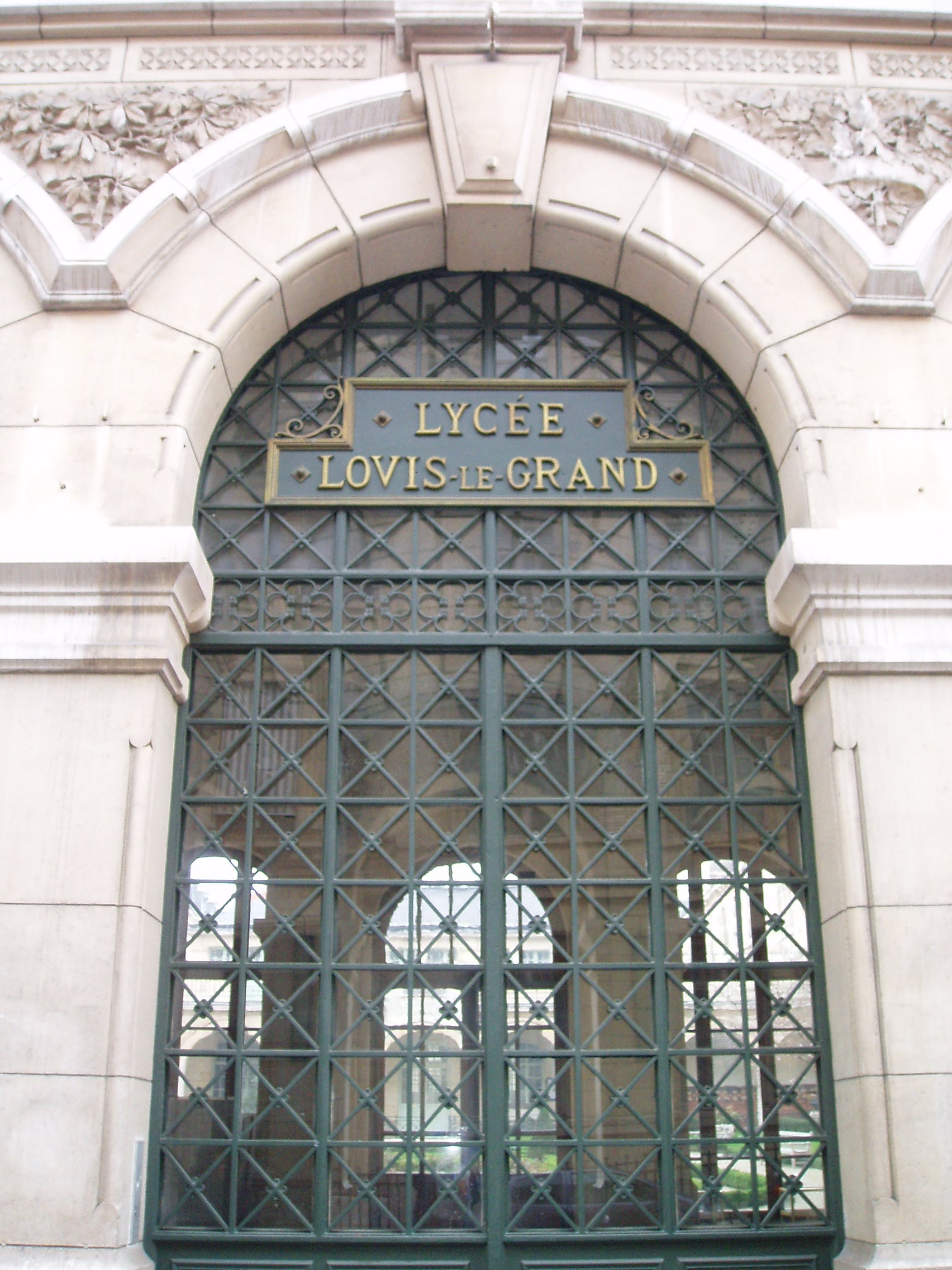
Fronton du lycée Louis-le-Grand de Paris : LOUIS est graphié LOVIS à la façon des inscriptions antiques.

Logo de l’université Pierre-Mendès-France (UPMF) à Grenoble.

Ceci s’applique également à tout organisme, bâtiment ou monument public portant le nom d’une personne notamment :
- la basilique Saint-Pierre (placée sous l’invocation de l’apôtre saint Pierre),
- la forteresse Pierre-et-Paul (placée sous la protection des saints apôtres Pierre et Paul),
- l’Institut Max-Planck d’histoire des sciences (portant le nom de Max Planck),
- le lycée Henri-IV (portant le nom de Henri IV),
- le lycée Louis-le-Grand (portant le nom de « Louis le Grand » c’est-à-dire Louis XIV),
- le lycée Pierre-Mendès-France (portant le nom de Pierre Mendès France),
- le musée Jean-Jacques-Rousseau (consacré à Jean-Jacques Rousseau),
- le stade Roland-Garros (portant le nom de Roland Garros),
- le théâtre des Variétés-Amusantes (consacré aux variétés amusantes).

La localité où se trouve un lieu de culte ne fait pas partie du nom du lieu de culte :
- la basilique Notre-Dame-du-Rosaire de Lourdes (à Lourdes),
- l’église Notre-Dame-de-Lourdes (à Paris),
- l’église Notre-Dame-de-Lourdes de Romans (à Romans-sur-Isère et non à Lourdes).

Pour les ordres, trait d’union uniquement au nom de saint, on écrit donc « l’ordre de l'Aigle noir », « l’ordre de l'Étoile rouge » mais :
- l’ordre de Saint-Patrick (saint Patrick),
- l’ordre de Sainte-Ursule (sainte Ursule),
- l’ordre des Saints-Maurice-et-Lazare.

On supprime « et » pour les paroisses et les églises :
- la paroisse Saint-Pierre-Saint-Paul (dédiée à saint Pierre et à saint Paul),
- l’église Saint-Eugène-Sainte-Cécile (dédiée à saint Eugène et à sainte Cécile),

Ces appellations sont parfois abrégées : Roland-Garros (le stade Roland-Garros et plus souvent encore les Internationaux de France de tennis) ne se confondant pas graphiquement avec Roland Garros (l’aviateur). Aurel Ramat fournit les exemples suivants : « J’aime Louis le Grand (lui-même) » et « J’aime Louis-le-Grand (le lycée) » et « Il a parlé à Jean Bouin (lui-même) » et « Il a parlé à Jean-Bouin (le stade) ».

#### Usages et acceptation des règles typographiques traditionnelles
Les opinions sont partagées sur cet usage du trait d’union entre les éléments de dénominations préconisé dans certains guides typographiques, à une époque par l’administration des Postes,,,, par certains grammairiens dont Adolphe Thomas dans le Dictionnaire des difficultés de la langue française, (position reprise par Chantal Lambrechts dans le Grand Dictionnaire des difficultés & pièges du français) et Jean-Paul Colin dans Dictionnaire des difficultés du français, et utilisé dans des ouvrages de référence comme le Petit Larousse – avec son entrée « Charles-de-Gaulle (place) » – ou les encyclopédies Larousse, Robert ou Universalis. Pour Jean-Pierre Clément, la majorité des grammairiens sont contre cet usage. Dans la pratique celui-ci peut varier selon les pays ou selon les décisions des autorités toponymiques. Clément, parlant des opinions partagées sur cette pratique, dit « On agira donc selon son goût ».
L’auteur belge Joseph Hanse (1902-1992) indique, dans le Nouveau dictionnaire des difficultés du français moderne, que pour les « Noms de rues, de places, etc. On ne met pas de devant les noms propres de personnes : rue Victor Hugo (plutôt que rue Victor-Hugo, préféré par un certain usage français non habituel), rue du Vingt-Neuf-Juillet, rue du Bois-Le-Vent, mais rue La Boétie. » Hanse et Blampain indiquent qu’en France, mais avec des exceptions, on écrit rue Victor-Hugo, rue Charles-Nodier, rue de l’Hôtel-de-Ville, l’allée du Champ-de-Mars, la gare Anatole-France, le lycée Louis-le-Grand, et ils ajoutent que « cet usage a été critiqué, mais est bien installé et conservé dans certains guides. On n’est pas tenu de le suivre cependant. On peut comme en Belgique, écrire rue Victor Hugo et classer cette rue à Hugo, et avenue du Bois de la Cambre ».
Selon Le Bon Usage de Maurice Grevisse (1895-1980) et André Goosse (1926-2019), le linguiste français Albert Dauzat (1877-1955) a lui aussi jugé fautif les traits d’union dans les noms de rues,. Grevisse et Goosse précisent qu’« en France (mais non en Belgique), l’administration des Postes met le trait d’union, dans les noms de rues, entre le prénom ou le titre et le nom de famille ». Nina Catach note que cet usage du trait d’union se trouve dans « les noms de rue dans l’annuaire des Postes (rue Paul-Bert) ». Selon l’Encyclopédie du bon français de Paul Dupré, citant Le Figaro Littéraire du 17 novembre 1962, l’administration des Postes et Télégraphes est à l’origine de cette initiative, et l’Office de la langue française (à ne pas confondre avec l’Office québécois de la langue française) s’est élevé contre cet usage en le déclarant inutile,. Cet office reconnait l’utilité de cette pratique pour les facteurs, facilitant et dans certains cas permettant le tri des lettres, mais considère qu’elle peut être ignorée par l’administration municipale et qu'elle est inutile pour les « usagers ».
Comme le notent plusieurs de ces auteurs, l’usage belge est de ne pas lier titre, prénom et nom par un trait d’union, par exemple, la place Eugène Flagey et non la place Eugène-Flagey, l’Institut Lucien Cooremans et non l’Institut Lucien-Cooremans ou encore boulevard Général Jacques et non boulevard Général-Jacques, ni non plus de lier les éléments d’autres noms propres, par exemple avenue du Bois de la Cambre et non avenue du Bois-de-la-Cambre.
L’exception (qui n’en est pas une selon l’usage réputé « français ») concerne les saints ; on met toujours une majuscule et un trait d’union :
- dans les noms d’églises, de monastères, de temples, de cathédrales, de basiliques, etc., par exemple la cathédrale Saint-Paul ;
- quand saint figure dans le nom d’une ville, d’un lieu, d’un édifice, d’une rue, par exemple les halles Saint-Géry, les cliniques universitaires Saint-Luc.

Cet usage n’est pas celui préconisé par le typographe belge Jean Dumont (1853-1927) qui pour l’essentiel suit les règles traditionnelles pour les odonymes : cet auteur omet le trait d’union dans les odonymes uniquement après un prénom ou un titre, suivi du nom de famille.
Aujourd’hui, l’usage belge est différent de celui préconisé par Jean Dumont, et suit en général l’avis des grammairiens belges, l’usage dans la presse ou quelques marches typographiques propres à certains éditeurs tels que Brepols.
Le français canadien utilise aussi le trait d’union entre le titre, le qualificatif, le prénom, les initiales et le nom de famille, mais contrairement à la norme française, la norme québécoise ne l’utilise jamais après la particule nobiliaire,. Par exemple, il existe à Montréal une place Jacques-Cartier et un pont Jacques-Cartier portant tous deux le nom de Jacques Cartier, avec trait d’union, mais il existe une rue Sieur-De Beaucours à Québec portant le nom de Josué Dubois Berthelot de Beaucours ou une rue Charles-De Gaulle à Sainte-Julie portant le nom de Charles de Gaulle, avec trait d’union sauf après la particule nobiliaire (qui prend la majuscule, indiquant qu’elle fait partie du nom) ou simplement en guise de séparateur entre le prénom et le groupe nominal ; cet usage est aussi appliqué pour les toponymies de manière générale, par exemple la municipalité régionale de comté Pierre-De Saurel portant le nom de Pierre de Saurel. Cette norme est recommandée par la Commission de toponymie du Québec, et le Bureau de la traduction du Canada.
En français en Suisse, cet usage des traits d’union entre les divers éléments des noms propres est recommandé par l’Office fédéral de topographie, par exemple, Rue Henri-Dunant ou rue du Général-Dufour. Mais contrairement aux autres usages, la particule nobiliaire est aussi liée par un trait d’union, par exemple, avenue de-Gallatin et non avenue de Gallatin.
En France, les codes typographiques s’en tiennent à ces règles d’emploi du trait d’union (graphie « place Charles-de-Gaulle ») : le Lexique des règles typographiques en usage à l'Imprimerie nationale, Louis Guéry, Serge Aslanoff, Jean-Pierre Lacroux, etc. Mais il est vrai que Jean-Pierre Clément tolère des divergences dans l’usage ; quant à Aurel Ramat et Romain Muller, ils rappellent que l’usage n’est pas constant et qu’il est conseillé de se renseigner sur l’orthographe officielle en particulier pour les documents officiels ; Charles Gouriou reprend la règle mais rappelle que certains usages officiels français n’utilisent pas les traits d’union, se tenant à l’orthographe de l’état civil, et admet qu’un auteur peut légitimement préférer cet usage administratif.
En France, les codes typographiques ont connu une large diffusion avec le développement de l’informatique mais aucune autorité n’indique les ouvrages qui peuvent se qualifier de codes typographiques.
Les recommandations d’insertion du trait d’union des codes typographiques ne sont pas utilisées systématiquement et auraient même tendance à disparaître dans les noms propres devenus noms de rue. L’Institut national de l'information géographique et forestière (Institut géographique national jusqu’en 2011) n’utilise pas non plus cet usage dans sa Charte de toponymie, notamment dans les exemples Place du 8 mai 1945 ou Parc Henri IV. La Poste française proscrit d’ailleurs et paradoxalement l’usage du tiret (ou trait d’union), en plus de toute ponctuation comme le point, la virgule ou même l’apostrophe, dans les adresses postales pour faciliter les traitements automatiques,.
Globalement les autres langues n’utilisent pas ou moins souvent le trait d’union dans les dénominations. Par exemple, en anglais, « St. John St. » à lire « Saint John Street » correspondant au français « rue Saint-Jean ».

### Noms des entités politiques et administratives
Les mêmes règles que pour les noms de rues s'appliquent aux unités administratives et politiques françaises ou dont le nom a été, partiellement ou totalement, francisé (on écrit New York par exemple, en l'absence de francisation). La règle s'applique également à nombre de noms du domaine de la géographie physique.
L'« unionisation » entraîne l'apparition d'une majuscule dans tous les noms et adjectifs unis dans l'expression. Trait d'union et majuscule sont donc les outils d'élaboration des noms composés des unités administratives et politiques.
Exemples : la Loire-Atlantique, Scey-sur-Saône-et-Saint-Albin, la Basse-Normandie, les Côtes-d'Armor, la Rhénanie-du-Nord-Westphalie, la Virginie-Occidentale, Chanteloup-les-Vignes, le Cap-Vert, la Bohême-du-Sud, les États-Unis, etc.
La partie du nom qui sera « unionisée » est ce qu'on appelle le spécifique (le nom « propre »), par opposition au générique (nom « commun »).
Ainsi, dans « département du Pas-de-Calais », « département » est générique, « Pas-de-Calais » est spécifique. Dans « pas de Calais », « pas » est un générique (synonyme de détroit), « Calais » est spécifique. Le cas du « département du Puy-de-Dôme » et du « puy de Dôme » est analogue ainsi que celui du « département des Alpes-Maritimes » et des « Alpes maritimes ».
De même, on fera la différence entre :
- la province de l'Île-du-Prince-Édouard et l'île du Prince-Édouard qui donne son nom à la province ;
- la commune de L'Île-Saint-Denis et l'île Saint-Denis qui donne son nom à la commune ;
- le massif du Mont-Blanc et le mont Blanc ;
- la République du Cap-Vert et le cap Vert.

Les rectifications orthographiques du Rapport de 1990 entraînent des différences inattendues, notées par Aurel Ramat : ce Rapport ne concernant pas les noms propres, il faut écrire « la province de l'Île-du-Prince-Édouard » (avec un accent circonflexe conservé) et « l’ile du Prince-Édouard » (sans accent circonflexe) pour s'y conformer.
Cette règle simple n'est pas toujours respectée. On ne fait pas la différence entre l'Afrique du Sud comme synonyme d'« Afrique australe » et l'Afrique du Sud, l'État (tout comme « Timor oriental » et « Timor-Oriental », « îles Salomon » et « Îles-Salomon »). On rencontre moins souvent « Irlande-du-Nord ». De même, les formes avec tiret Provence-Alpes-Côte-d'Azur, Mecklembourg-Poméranie-Occidentale ou Frioul-Vénétie-Julienne ne sont pas les plus courantes.
L'usage ne différencie pas le Pays basque, région humaine et historique, et le Pays basque, unité administrative constituée par la communauté autonome du Pays basque. En France, la volonté de conseils régionaux comme celui du Nord-Pas-de-Calais qui écrivait son nom Nord-Pas de Calais, ajoute de la confusion.
Sur les entorses à cette règle, voir les notes de Jean-Pierre Lacroux : Pays et territoires administrativement organisés [PDF] (à partir de la page 156 du PDF, à partir de la page 132 dans la numérotation des feuillets de l'auteur).
Échappent également au trait d'union : la Corée du Nord, la Corée du Sud, la Côte d'Ivoire (volonté politique de ce pays, qui refuse également toute traduction de son nom), la Guinée équatoriale et le Saint-Empire romain germanique (pour Le Petit Robert, le Dictionnaire Hachette et Le Petit Larousse).
Jacques-Cartier (portant le nom de Jacques Cartier) et René-Lévesque (portant le nom de René Lévesque) sont des circonscriptions électorales situées au Québec.

### Trait d'union avec pronom personnel ou démonstratif
- Les tournures interrogatives demandent des traits d'union avec les pronoms personnels (ou le pronom démonstratif ce) : est-on fatigué ? viendrez-vous avec nous ? comment allez-vous ? habite-t-il près d'ici ? est-ce qu'il s'en ira bientôt ?
- L'impératif non négatif nécessite l'usage d'un trait d'union entre le verbe et le pronom personnel complément (direct ou non) qui le suit : donne-lui tout de même à boire ! ; prends-la ! ; rendez-les ! ; excusez-moi ! ; laisse-moi, laisse-moi donc tranquille ! Il en est de même avec l'impératif des verbes pronominaux qui nécessite l'usage d'un trait d'union entre le verbe et le pronom personnel qui le suit : lève-toi ! ; dépêchons-nous ! ; asseyez-vous !

Il existe des tournures analogues avec les pronoms en et y : prends-en un peu et allons-y ! va-t'en d'ici ! laisses-en un peu ou retournes-y (avec dans ce dernier exemple un s euphonique avant chacun des traits d'union). Toutefois, si en ou y sont suivis d'un infinitif, ils s'écrivent sans s euphonique et sans trait d'union : va y mettre bon ordre !
Dans le cas de forme négative, on ne met pas de trait d'union devant le pronom car celui-ci précède le verbe au lieu de le suivre : ne vous fatiguez surtout pas ! ; ne me dérangez pas ! n'en prenez plus ! 
- Double trait d'union :

L'impératif non négatif permet aussi des tournures avec deux pronoms personnels successifs précédés chacun d'un trait d'union : « donne-la-lui ! » ; « redis-le-moi ! » ; « rappelle-le-toi ! » ; « chantez-la-nous ! » ; « tiens-le-toi pour dit ! » ; « tenons-le-nous pour dit ! » ; « parlez-nous-en ! » ; « menez-nous-y ! ». Mais on écrit avec un seul trait d'union lorsque le deuxième pronom personnel est le complément du verbe à l'infinitif : « laisse-moi le lire ! » ; « faites-le nous parvenir ! » ; « fais-toi les couper ! » ; « laissez-moi en acheter ! ».

## Confusion avec le tiret

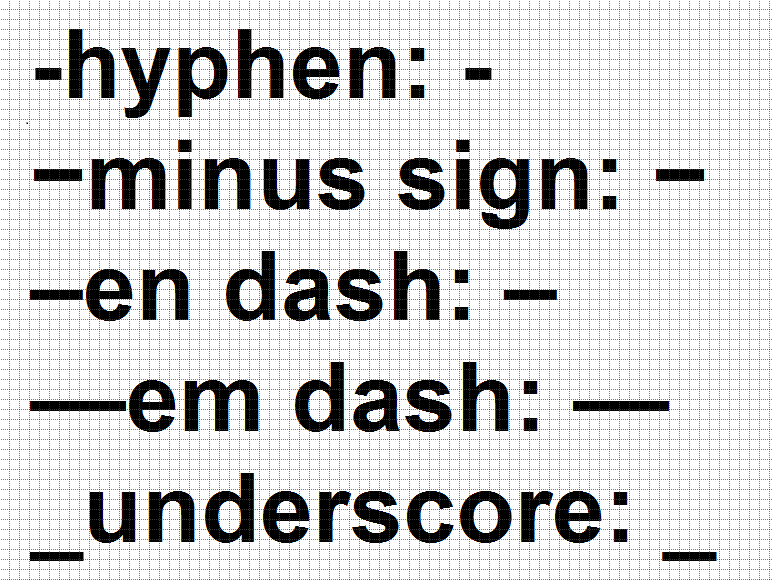
Différentes variantes de tirets

En raison de son accessibilité sur les dispositions de clavier (sur le pavé numérique et en accès direct sous la touche « 6 » sur l’azerty français), le trait d’union, qui sert aussi parfois de signe moins, est fautivement utilisé de plus en plus fréquemment à la place du tiret (moins accessible) ; or, autant leur œil que leur fonction diffèrent voire sont opposés : le trait d’union unit, le tiret divise. Ainsi, les énoncés suivants sont mal écrits :
- Bonjour, dit-il.
- Au revoir, répondit-elle.
Une chose - ou plutôt un machin - en forme de poire.
On attendrait en effet un tiret cadratin pour le dialogue et demi-cadratin pour l’incise :
— Bonjour, dit-il.
— Au revoir, répondit-elle.
Une chose – ou plutôt un machin – en forme de poire.

### Dates et intervalles d'années
Contrairement à la typographie anglophone, dans la typographie française, les années sont séparées par un trait d'union (et sans espaces) pour indiquer un intervalle d'années,. Exemple : Victor Hugo (1802-1885).

## Codage informatique
| nom | glyphe | code HTML ou entité HTML | code ASCII     | Windows-1252   | MacRoman       | ISO/CEI 8859-1 | Unicode |
| --- | ------ | ------------------------ | -------------- | -------------- | -------------- | -------------- | ------- |
| trait d’union-signe moins c'est-à-dire tiret, trait d’union, signe moins, également appelé « division » par les typographes | Oo-Oo  | &#x2d;                   | 45 (0x2d)      | 45 (0x2d)      | 45 (0x2d)      | 45 (0x2d)      | U+002d  |
| trait d'union conditionnel c'est-à-dire trait d’union virtuel                                                               | Oo-Oo  | &#xad;ou&shy;            | — impossible — | 135 (0xad)     | — impossible — | 135 (0xad)     | U+00ad  |
| trait d’union | Oo‐Oo  | &#x2010;                 | — impossible — | — impossible — | — impossible — | — impossible — | U+2010  |
| trait d’union insécable | Oo‑Oo  | &#x2011;                 | — impossible — | — impossible — | — impossible — | — impossible — | U+2011  |
| puce trait d’union | Oo⁃Oo  | &#x2043;                 | — impossible — | — impossible — | — impossible — | — impossible — | U+2043  |
| Moins | Oo−Oo  | &#x8722;ou&minus;        | — impossible — | — impossible — | — impossible — | — impossible — | U+2212  |

note : 0x • •  indique un code hexadécimal ; les codes Unicode sont toujours indiqués en hexadécimal.